# Economia de Turquia

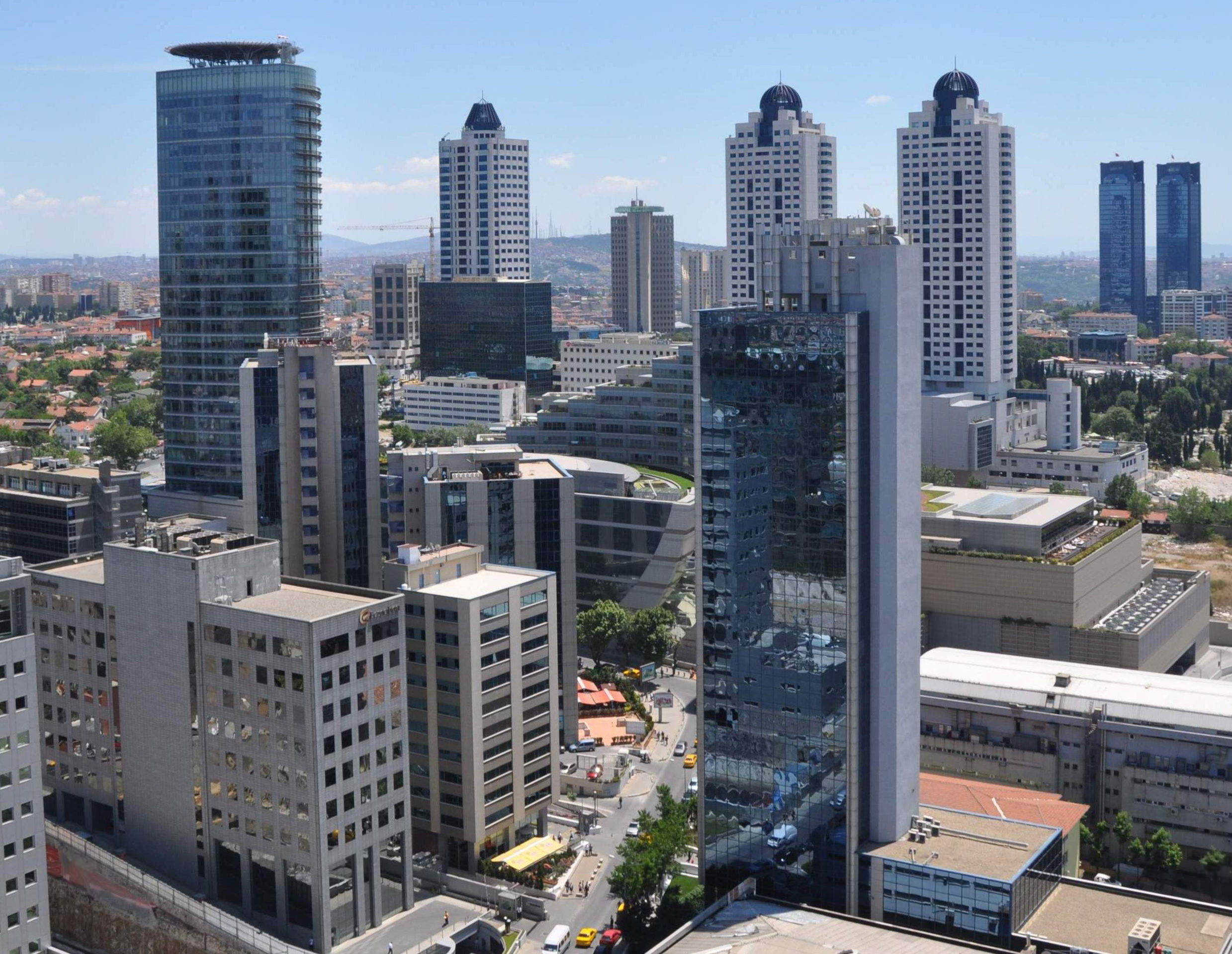
Levent, sector financer d'Istanbul.

La dinàmica economia de Turquia és una barreja d'un sector serveis, i una indústria moderna. El país té un sector privat fort i en ràpid desenvolupament, així i tot l'estat té forta participació en la indústria bàsica, als bancs, en el transport i en les telecomunicacions. Turquia té el 19è PIB nominal més gran del món i el 13è PIB per paritat del poder adquisitiu. El país es troba entre els principals productors mundials de productes agrícoles; tèxtils; vehicles de motor, equips de transport; materials de construcció; electrònica de consum i electrodomèstics (vegeu els capítols relacionats més endavant).
Aproximadament 1,2 milió de turcs treballen en l'exterior. El 2018, Turquia va passar per una crisi de divises i deutes, caracteritzada per la lira turca (TRY) que va caure en el valor, la inflació elevada, l'augment dels costos d'endeutament i, per conseqüència, els incidents de préstecs. La crisi va ser causada per l'excés de dèficit de compte corrent de l'economia turca i el deute en moneda estrangera, en combinació amb el creixent autoritarisme del Partit de Justícia i Desenvolupament governant i les idees poc ortodoxes del president Erdoğan sobre la política de tipus d'interès.

## Sectors
El principal sector industrial és el tèxtil i de vestuari, el qual respon per 1/3 de les ocupacions industrials. L'enfronta la concurrència internacional i els sistemes de quotes. No obstant això, altres sectors, com l'automobilístic i l'electrònic, estan creixent en importància en el conjunt d'exportacions turques.
Els sectors serveis i industrial de l'economia turca estan modernitzant ràpidament, però la seva agricultura tradicional encara és responsable del 30% del producte interior brut. El país es troba entre els principals productors mundials de productes agrícoles, tèxtils, vehicles de motor, vaixells i altres equips de transport, electrònica i artefactes per a la llar. L'economia dinàmica de Turquia és una barreja complexa d'indústria moderna, agricultura tradicional. Posseeix un sector privat en estat de creixement ràpid i estable i l'Estat té un paper bàsic en la indústria, activitats bancàries, transport i comunicacions. La indústria més important de Turquia i el seu principal producte d'exportació són les seves teles i robes.